# وزارة الاقتصاد والمالية (فنزويلا)
وزارة الاقتصاد والمالية (بالإسبانيَّة: Ministerio del Poder Popular de Economía y Finanzas، وتعني حرفيًا، "وزارة السلطة الشعبية للاقتصاد والمالية") هي وزارة تابعة للحكومة الفنزويليَّة.
الوزيرة الحالية هي ديلسي رودريغيز منذ سبتمبر 2020.

## التاريخ
يعود تاريخ وجود الوزارة إلى عام 1810. حين تم حل كولومبيا الكبرى وحصلت فنزويلا على استقلالها، تم إنشاء وزارة المالية في عام 1830 بعد أن كلف الجنرال خوسيه أنطونيو بايث بإنشاء مكتب الأعمال العام لثلاث وزارات دولة، وهي: الداخلية، والعدل والشرطة، والحرب والبحرية، والمالية، والحكومة. والعلاقات الخارجية.